# Tuwana

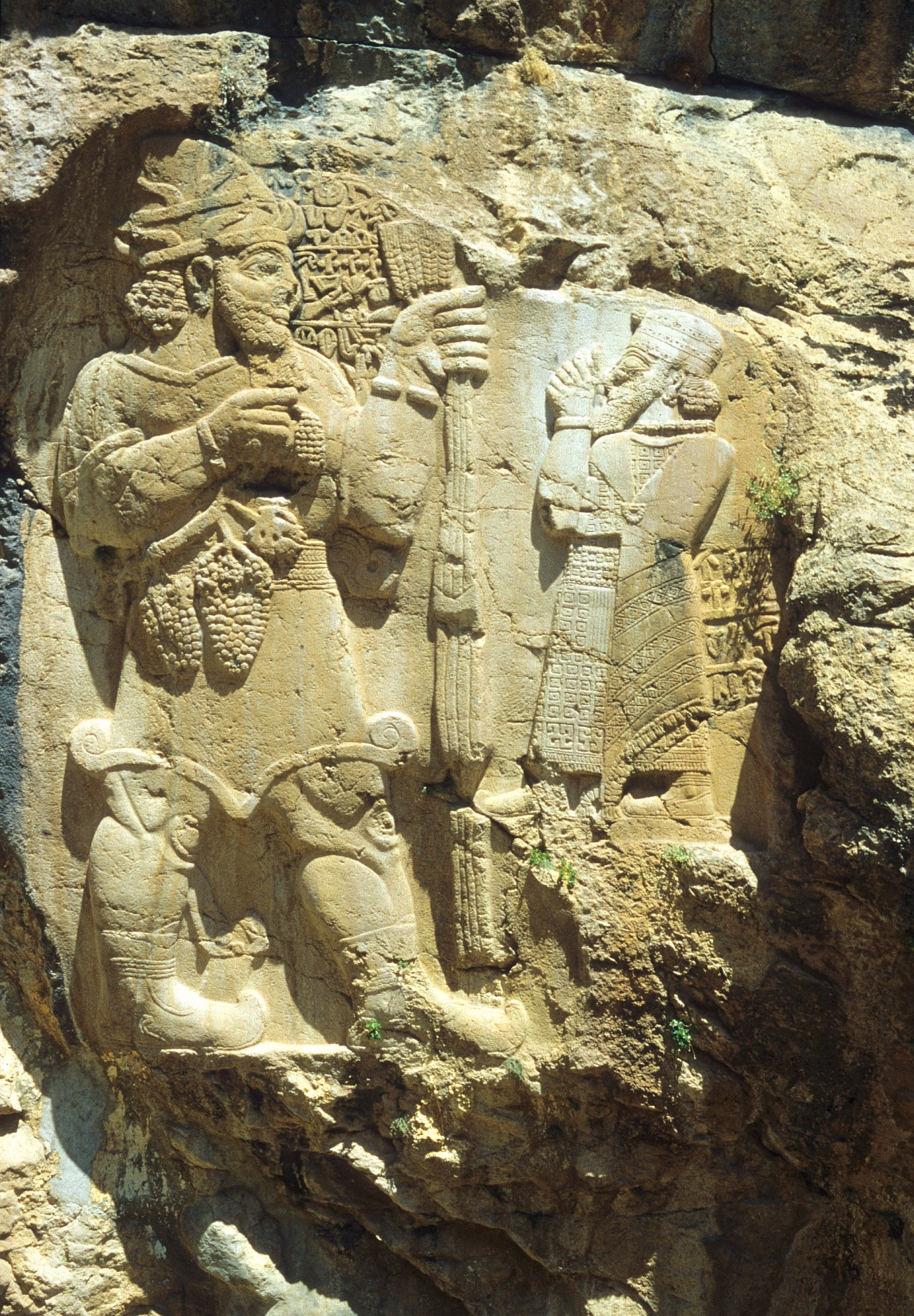
Warpalawa II. (rechts) in Anbetung des Wettergottes auf dem Felsrelief von İvriz

Tuwana (assyrisch Tuḫana) war ein eisenzeitliches luwisches Königreich in Südanatolien. Es wird zu den späthethitischen Kleinkönigreichen gezählt.
Tuwana umfasst etwa das Gebiet der späteren antiken Landschaft Tyanitis. Der Name rührt von der früheren Stadt Tuwanuwa im Unteren Land des hethitischen Großreichs im 2. Jahrtausend v. Chr. beim heutigen Kemerhisar in der türkischen Provinz Niğde her. Dort wird auch die Hauptstadt von Tuwana vermutet. Im Süden reichte das Reich bis an die Kilikische Pforte und das Gebiet von Qu'e. Im Norden lag die Region Tabal, der Tuwana gelegentlich zugerechnet wird. Der Siedlungshügel Kınık Höyük im Süden des Bezirks Altunhisar, etwa 20 Kilometer nordwestlich von Kemerhisar, wird ebenfalls Tuwana zugerechnet.
In der zweiten Hälfte des 8. Jahrhunderts v. Chr. regierte in Tuwana König Warpalawa II., Sohn des Muwaharani I. Zu der Zeit waren Tabal und Tuwana dem Assyrischen Reich mit König Tiglat Pileser III. tributpflichtig. Gleichzeitig zeigte sich starker Einfluss des westlich liegenden Reichs der Muški mit König Mita, allgemein gleichgesetzt mit den Phrygern unter König Midas. Der phrygische Einfluss geht unter anderem aus zwei altphrygischen Inschriften hervor, die in Kemerhisar gefunden wurden, sowie aus Bronzefunden eindeutig phrygischer Herkunft in einem Tumulus bei Kaynarca, sieben Kilometer nordöstlich von Tyana. In einem Brief Sargons II. von 715 v. Chr. wird beschrieben, dass König Mita von Muški Abgesandte zu dem assyrischen Statthalter in Qu'e Ašur-Šarru-Usur sandte und um den Austausch von Botschaftern bat. Die begleitenden Gesandten von Warpalawa II. (assyrisch Urballa) werden dort als Boten eines Klientelkönigs von Mita beschrieben. Aus einem Bericht des Ašur-Šarru-Usur an Sargon II. geht andererseits hervor, dass dieser 713 v. Chr. Warpalawa Teile von Bit Burutaš, einem Teil von Tabal, unterstellte, nachdem dessen König Ambaris abgesetzt und nach Assyrien deportiert worden war. Eine Stele des Tarhunza mit einer phönizischen Bilingue, die 1986 in İvriz gefunden wurde, zeigt wiederum, dass auch der orientalische, nordsyrisch-aramäische Kulturkreis durchaus Einflüsse auf das Gebiet ausübte. Die Stele von Niğde, die Warpalawas Sohn Muwaharani II. errichten ließ, lässt deutlich assyrische Vorbilder erkennen. Aus der folgenden Zeit, in der sowohl das Phrygerreich als auch das östlich gelegene Urartu unter den Einfällen der Kimmerer in Anatolien zu leiden hatten, sind keine Zeugnisse über Tuwana mehr vorhanden.

## Herrscher
Liste nach Trevor R. Bryce und Christian Marek:
- Warpalawa I. frühes 8. Jahrhundert
- Saruwani 1. Hälfte 8. Jahrhundert
- Muwaharani I. ca. 740
- Warpalawa II. ca. 740 bis 705
- Muwaharani II. Ende 8. Jahrhundert